# カボスひろし
カボスひろし（本名：幸野 寛(ゆきの ひろし)、1975年8月8日 - ）大分県大分市出身のローカルタレント。　
ニックネームは「カボっちゃん」。「大分県産タレント」とも呼ばれている。
お祭り・イベントの司会者。『大分宇宙港音頭』や『カボスラップ』、『竹田の野菜の歌』など大分をテーマにした曲の作詞・作曲・歌唱を行うシンガーソングライター。Blog、Facebook、Twitter、YouTubeなどSNSを使った情報発信を得意とし、SNSセミナーの1日講師も大分芸術短期大学や別府大学短期大学で務める。2012年より、カボスの名産地、大分県竹田市の竹田大使に就任。2019年より、大分県の文化を後世に語り継ぐフリーペーパー『大分の語り部』の編集長に就任。大分県の民話・神話の語り部にインタビューをし、紙媒体やWEB媒体での情報発信を開始する。タレント活動だけにとどまらず企業のキャラクターデザインや児童イベントでのアニメーション制作なども手掛けている。

## 来歴
大分を中心にお祭りやイベントで司会を行っている。大分をテーマにした歌や紙芝居を作りパフォーマンスを行ったり、ネット活用をテーマにした講演など幅広く活躍している。2012年にはカボスの名産地である大分県竹田市の竹田大使に任命される。

大分市出身。学生時代はバレーボール部に在籍、スポーツに熱中すると同時に、お笑い芸人、漫画家・イラストレーターになる夢を持ち、自作の漫画を数々の雑誌に投稿し続けた。大学卒業後は、ホテルやデパートに就職するも夢を諦められず、2003年より自作のコントDVDなどを販売。2004年1月には、大分県文化振興財団主催の『イチオシ!2004お笑いオーデション』で3位、同年10月には『遊VIVA お笑いコンテスト』で2位を受賞。2006年には、大分放送（OBS）が「新おおいた美女図鑑」にメインMCとして初起用。大分のタウン誌「シティ情報おおいた」にて「ほげかるた」連載がはじまる。その後、テレビ・ラジオのレギュラー番組、雑誌連載、CMナレーション、イベント司会等も増加。現在はIT関連の仕事を行いながらタレント活動を行っている。
- 2009年、大分県の地域情報サイト「じゃんぐる公園」にて最優秀ブログ大賞受賞。[1]
- 2010年の「シティ情報おおいた」による人気タレントランキング投票3位。
- 2012年1月、カボスの名産地である大分県竹田市の竹田大使に任命される。[2]
- 2012年2月より広島ホームテレビの『アグレッシブですけど、何か?』「第6回ローカルMCサミット」に出演。
- 2014年9月、大分県竹田市の「瀧廉太郎記念全日本高等学校声楽コンクール」の応援団長に任命される。[3]
- 2014年10月、爆笑問題の日曜サンデー（TBSラジオ）に大分県のローカルタレントとして出演。[4]
- 2015年4月、USTPARK（OCT大分ケーブルテレコム×USTREAMスタジオ大分）の生放送番組でメインMC。
- 2015年11月、パナソニック「プライベートビエラ」のテレビCMに大分県代表として綾瀬はるかと全国47都道府県のご当地キャラと共演。[5]
- 2016年2月、MCを務めるテレビ番組「USTPARK」がUSTREAM大賞2015で全国第10位となる。
- 2016年9月、中津からあげ街道食べつくしの旅！（BS朝日）に、高橋愛、バービーと共演。[6]
- 2016年10月、Let's天才てれびくん（NHK）に大分グルメ博士として出演。
- 2017年11月、ユニクロのヒートテックCMに出演。
- 2018年10月、マツコ＆有吉 かりそめ天国（テレビ朝日）に出演。大分の温泉をレポート。
- 2019年7月、パラリンピック応援「中西麻耶（陸上・フィールド）」（NHK）に出演。
- 2020年3月、ソフトバンクの「うたまつりでスマホデビュー大分県」篇CMに出演。
- 2020年7月、大分県「新しい生活様式 今、わたしたちにできること」CMに出演。
- 2020年12月、大分県「公式オンラインショップWEB物産展」CMに出演。
- 2021年1月、日本テレビ「情報ライブ ミヤネ屋　新春！初笑いスペシャル ～大泉 洋 2021年どうでしょう！～」に出演。
- 2021年11月、DJ KOOのYouTubeチャンネル「KOOチャンネル」に出演。秋の湯布院を観光案内。
- 2023年4月、別府短編映画プロジェクト第３弾の映画『ふちいし』（監督：齊藤工、主演：安部賢一）に、『大分宇宙港音頭』の楽曲提供。

## 音楽活動
- 2012年5月、竹田の野菜の歌[7]
- 2014年8月、カボスラップ[8]
- 2014年11月、ごめりんこ金鱗湖[9]
- 2018年10月、カボスひろしのテーマ[10]
- 2022年8月、大分宇宙港音頭[11]

## 主なセミナー講演歴
- ネット活用ニューメディア論（大分芸術短期大学）
- ソーシャルネットワークサービスを活用して情報発信を伝える方法（別府大学短期大学）

## 主な受賞歴
- 2010年1月、ゴールデンブログ大賞
- 2010年4月、人気タレントランキング第3位（主催：シティ情報おおいた）
- 2012年1月、竹田大使（大分県竹田市）

## 出演

### テレビ番組
日本テレビ
- 情報ライブ ミヤネ屋　新春！初笑いスペシャル ～大泉 洋 2021年どうでしょう！～（2021年1月4日）

NHK
- パラリンピック応援「中西麻耶（陸上・フィールド）」（2019年7月12日）
- Let's 天才てれびくん（2016年10月18日）（----参照）

テレビ朝日
- マツコ＆有吉 かりそめ天国（2018年10月17日）

BS朝日
- 中津からあげ街道食べつくしの旅（2016年9月20日）高橋愛・バービー共演

広島ホームテレビ（HOME）
- アグレッシブですけど、何か？
- 「第6回 ローカルMCサミット」（2012年2月15日・2月22日・2月29日）
- 「この夏行きたい東京＆熊本ツアー」（2012年6月5日）

大分放送（OBS）
- OBS開局50周年記念特別番組
- かぼすタイム「1000回記念スペシャル」（2014年12月13日）

テレビ大分（TOS）
- TOS開局40周年記念特別番組

OCT大分ケーブルテレコム
- USTPARK

### ラジオ番組
TBSラジオ
- 爆笑問題の日曜サンデー「ローカルスター特集」（2014年10月19日）

エフエム大分
- エフエム大分25周年記念 「FRIDAY GOES ON」公開録音（2015年10月4日）

### テレビCM
- ソフトバンク「うたまつりでスマホデビュー大分県篇」
- パナソニック「プライベートビエラ」
- ユニクロ「ヒートテック」
- 大分県「公式オンラインショップWEB物産展」
- 大分県「新しい生活様式 今、あなたにできること編」
- 鈴木養鶏場「鈴木さんちのタマゴはうまい編」